# Спрингфілд (Теннессі)
Спрингфілд (англ. Springfield) — місто (англ. city) в США, адміністративний центр округу Робертсон штату Теннессі. Населення — 18 782 особи (2020).

## Географія
Спрингфілд розташований за координатами 36°29′37″ пн. ш. 86°52′20″ зх. д. / 36.49361° пн. ш. 86.87222° зх. д. (36.493599, -86.872209). За даними Бюро перепису населення США в 2010 році місто мало площу 34,54 км², з яких 34,53 км² — суходіл та 0,01 км² — водойми.

## Демографія
Згідно з переписом 2010 року, у місті мешкало 16 440 осіб у 6105 домогосподарствах у складі 4101 родини. Густота населення становила 476 осіб/км². Було 6745 помешкань (195/км²).
Расовий склад населення:
| - 65,9 % — білих - 23,7 % — чорних або афроамериканців - 0,6 % — азіатів - 0,4 % — корінних американців - 0,1 % — вихідців з тихоокеанських островів - 7,3 % — осіб інших рас |

До двох чи більше рас належало 2,0 %. Частка іспаномовних становила 15,5 % від усіх жителів.
За віковим діапазоном населення розподілялося таким чином: 25,2 % — особи молодші 18 років, 61,9 % — особи у віці 18—64 років, 12,9 % — особи у віці 65 років та старші. Медіана віку мешканця становила 33,9 року. На 100 осіб жіночої статі у місті припадало 94,1 чоловіків; на 100 жінок у віці від 18 років та старших — 90,3 чоловіків також старших 18 років.
Середній дохід на одне домашнє господарство становив 51 003 долари США (медіана — 41 234), а середній дохід на одну сім'ю — 58 234 долари (медіана — 49 858). Медіана доходів становила 35 207 доларів для чоловіків та 31 898 доларів для жінок. За межею бідності перебувало 19,5 % осіб, у тому числі 28,9 % дітей у віці до 18 років та 12,1 % осіб у віці 65 років та старших.
Цивільне працевлаштоване населення становило 7304 особи. Основні галузі зайнятості: виробництво — 21,1 %, освіта, охорона здоров'я та соціальна допомога — 18,0 %, мистецтво, розваги та відпочинок — 10,0 %, науковці, спеціалісти, менеджери — 8,6 %.